# زنبورهای عقربی
زنبورهای عقربی (نام علمی: Ichneumonidae) نام یک تیره از بالاخانواده کژدم‌زنبورواران است.